# Spinotarsus bullatinus
Spinotarsus bullatinus är en mångfotingart som beskrevs av Kraus 1960. Spinotarsus bullatinus ingår i släktet Spinotarsus och familjen Odontopygidae. Inga underarter finns listade i Catalogue of Life.